# Gmina zbiorowa Sickte
Gmina zbiorowa Sickte (niem. Samtgemeinde Sickte) – gmina zbiorowa położona w niemieckim kraju związkowym Dolna Saksonia, w powiecie Wolfenbüttel. Siedziba gminy zbiorowej znajduje się w miejscowości Sickte.

## Podział administracyjny
Do gminy zbiorowej Sickte należy pięć gmin:
1. Dettum
2. Erkerode
3. Evessen
4. Sickte
5. Veltheim (Ohe)